# Herrarnas individuella tävling i bågskytte vid olympiska sommarspelen 2008
Huvudartikel: Bågskytte vid olympiska sommarspelen 2008
Herrarnas individuella tävling i bågskytte vid olympiska sommarspelen 2008 var en del av bågskyttetävlingarna vid olympiska sommarspelen 2008 i Beijing. Tävlingarna hölls vid Olympic Green Archery och varade från 9 till 13 augusti. Först hölls en rankingrunda, och därefter slogs deltagarna ut två mot två. 

## Medaljörer
| Klass               | Guld               | Silver              | Brons              |
| Individuellt herrar | Viktor Ruban (UKR) | Park Kyung-Mo (KOR) | Bair Badenov (RUS) |

## Program

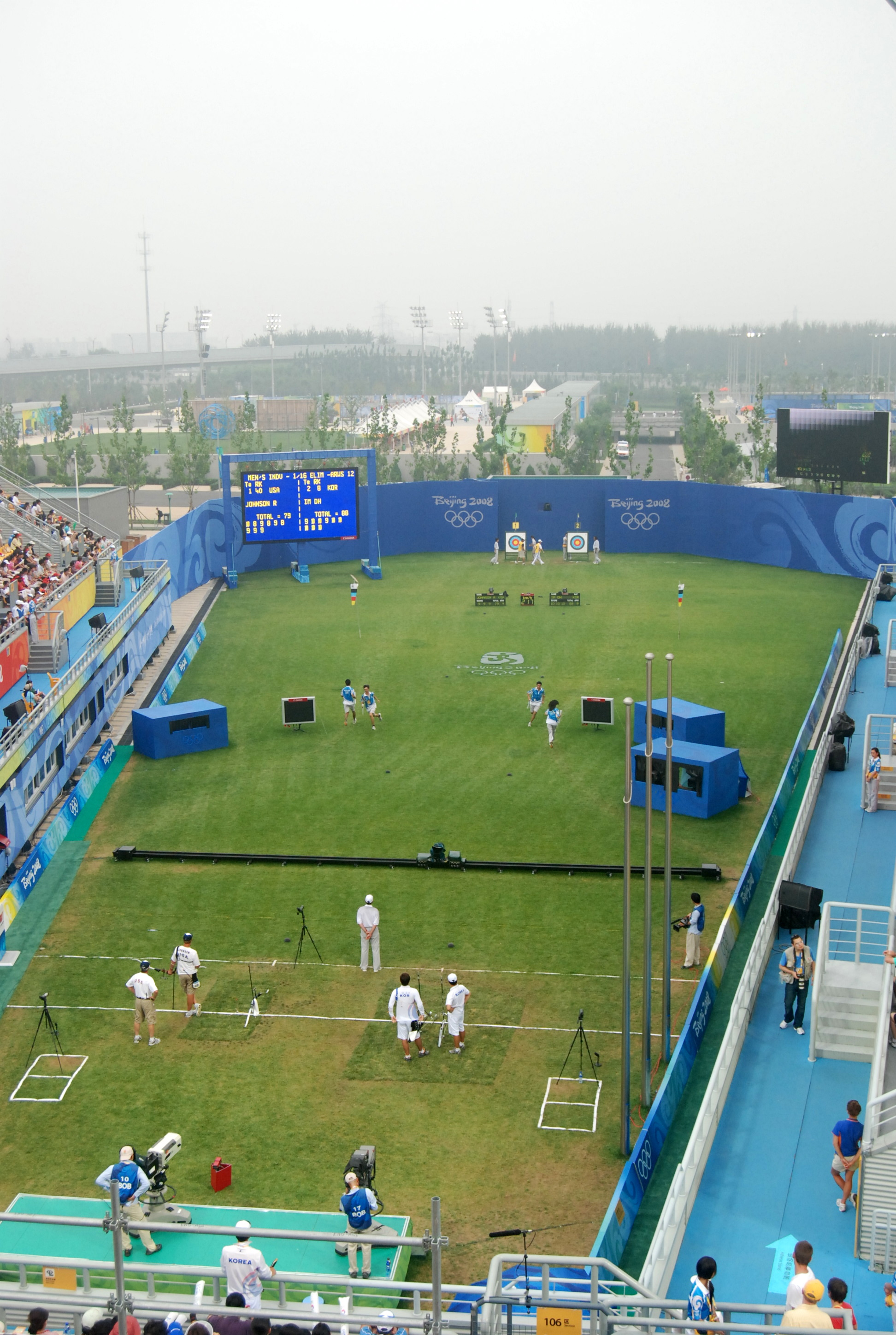
Individuellt, herrar

Tiderna är kinesisk standardtid.
| Date                     | Time                    | Round                  |
| ------------------------ | ----------------------- | ---------------------- |
| Lördag, 9 augusti, 2008  | 15:30-17:30             | Rankingrunda           |
| Onsdag, 13 augusti, 2008 | 10:00-12:35 15:30-18:05 | 32- och 16-delsfinaler |
| Fredag, 15 augusti, 2008 | 10:30-12:15             | Åttondelsfinaler       |
| Fredag, 15 augusti, 2008 | 16:00-16:52             | Kvartsfinaler          |
| Fredag, 15 augusti, 2008 | 16:52-17:20             | Semifinaler            |
| Fredag 15 augusti 2008   | 17:21-17:50             | Finaler                |

## Resultat

### Rankingrunda
| Plac. | Namn                                                                                     | Poäng |    | Plac.                                                                                  | Namn | Poäng |                                                       | Plac. | Namn | Poäng |
| ----- | ---------------------------------------------------------------------------------------- | ----- | -- | -------------------------------------------------------------------------------------- | ---- | ----- | ----------------------------------------------------- | ----- | ---- | ----- |
| 1     | Juan René Serrano (MEX)                                                                  | 679   | 23 | Yusuf Ergin (TUR)                                                                      | 660  | 44    | Mauro Nespoli (ITA)                                   | 649   |      |       |
| 2     | Mangal Singh Champia (IND)                                                               | 678   | 24 | Eduardo Vélez (MEX)                                                                    | 660  | 45    | Jens Pieper (GER)                                     | 648   |      |       |
| 3     | Viktor Ruban (UKR)                                                                       | 678   | 25 | Andrey Abramov (RUS)                                                                   | 660  | 46    | Li Wenquan (CHN)                                      | 646   |      |       |
| 4     | Park Kyung-mo (KOR)                                                                      | 676   | 26 | Cheng Chu Sian (MAS)                                                                   | 660  | 47    | Jay Lyon (CAN)                                        | 646   |      |       |
| 5     | (Wan Kalmizam MAS)                                                                       | 674   | 27 | Muhammad Marbawi (MAS)                                                                 | 659  | 48    | Maksim Kunda (BLR)                                    | 646   |      |       |
| 6     | Balzhinima Tsyrempilov (RUS)                                                             | 671   | 28 | Juan Carlos Stevens (CUB)                                                              | 659  | 49    | Magnus Petersson (SWE)                                | 646   |      |       |
| 7     | Simon Terry (GBR)                                                                        | 670   | 29 | [[Fil:Flag of Chinese Taipei for Olympic games.svg\|border\|17px]] Kuo Cheng Wei (TPE) | 659  | 50    | John Burnes (CAN)                                     | 644   |      |       |
| 8     | Im Dong-hyun (KOR)                                                                       | 670   | 30 | Michael Naray (AUS)                                                                    | 658  | 51    | Romain Girouille (FRA)                                | 641   |      |       |
| 9     | Ilario di Buo (ITA)                                                                      | 670   | 31 | Bair Badënov (RUS)                                                                     | 658  | 52    | Mall:Landsdata Myanmar (1974-2010) Nay Myo Aung (MYA) | 637   |      |       |
| 10    | (Lee Chang-hwan KOR)                                                                     | 669   | 32 | Markivan Ivashko (UKR)                                                                 | 658  | 53    | Niels Dall (DEN)                                      | 634   |      |       |
| 11    | [[Fil:Flag of Chinese Taipei for Olympic games.svg\|border\|17px]] (Wang Cheng Pang TPE) | 667   | 33 | Daniel Morillo (ESP)                                                                   | 657  | 54    | Tashi Peljor (BHU)                                    | 632   |      |       |
| 12    | Marco Galiazzo (ITA)                                                                     | 667   | 34 | Laurence Godfrey (GBR)                                                                 | 657  | 55    | Jiang Lin (CHN)                                       | 632   |      |       |
| 13    | Rafal Dobrowolski (POL)                                                                  | 667   | 35 | Jean-Charles Valladont (FRA)                                                           | 656  | 56    | Martin Bulir (CZE)                                    | 629   |      |       |
| 14    | Sky Kim (AUS)                                                                            | 665   | 36 | Mark Javier (PHI)                                                                      | 654  | 57    | Ali Salem (QAT)                                       | 627   |      |       |
| 15    | Brady Ellison (USA)                                                                      | 664   | 37 | Calvin Hartley (RSA)                                                                   | 654  | 58    | Matti Hatava (FIN)                                    | 619   |      |       |
| 16    | Crispin Duenas (CAN)                                                                     | 664   | 38 | [[Fil:Flag of Chinese Taipei for Olympic games.svg\|border\|17px]] Chen Szu Yuan (TPE) | 654  | 59    | Daniel Pavlov (BUL)                                   | 618   |      |       |
| 17    | Furukawa Takaharu (JPN)                                                                  | 663   | 39 | Matthew Gray (AUS)                                                                     | 654  | 60    | Alexandru Bodnar (ROU)                                | 614   |      |       |
| 18    | Xue Haifeng (CHN)                                                                        | 663   | 40 | Butch Johnson (USA)                                                                    | 653  | 61    | Luiz Trainini (BRA)                                   | 610   |      |       |
| 19    | Jacek Proc (POL)                                                                         | 661   | 41 | Vic Wunderle (USA)                                                                     | 652  | 62    | Maged Youssef (EGY)                                   | 605   |      |       |
| 20    | Oleksandr Serdyuk (UKR)                                                                  | 661   | 42 | Nuno Pombo (POR)                                                                       | 650  | 63    | Hojjatollah Vaezi (IRI)                               | 604   |      |       |
| 21    | Alan Wills (GBR)                                                                         | 661   | 43 | Piotr Piatek (POL)                                                                     | 649  | 64    | Joseph Muaausa (SAM)                                  | 563   |      |       |
| 22    | Moriya Ryuichi (JPN)                                                                     | 661   |    |                                                                                        |      |       |                                                       |       |      |       |

### Finaler
|  | Semifinaler              | Semifinaler          |     |  | Final                  | Final |  |
|  |                          |                      |     |  |                        |       |  |
|  |                          |                      |     |  |                        |       |  |
|  | Juan René Serrano Mexiko | 112                  |     |  |                        |       |  |
|  | Park Kyung-mo Sydkorea   | 115                  |     |  |                        |       |  |
|  |                          |                      |     |  |                        |       |  |
|  |                          |                      |     |  |                        |       |  |
|  |                          |                      |     |  | Park Kyung-mo Sydkorea | 112   |  |
|  |                          | Viktor Ruban Ukraina | 113 |  |                        |       |  |
|  |                          |                      |     |  |                        |       |  |
|  |                          |                      |     |  |                        |       |  |
|  |                          |                      |     |  |                        |       |  |
|  |                          |                      |     |  |                        |       |  |
|  | Viktor Ruban Ukraina     | 120 (+18)            |     |  |                        |       |  |
|  | Bair Badënov Ryssland    | 120 (+20)            |     |  |                        |       |  |

### Bronsmatch
|                          | Resultat        |                       |
| ------------------------ | --------------- | --------------------- |
| Juan René Serrano Mexiko | 112 (+18) - 115 | Bair Badënov Ryssland |

## Rekord
| Datum      | Rekord       | Omgång       | Namn          | Nation   | Resultat | OR | VR |
| ---------- | ------------ | ------------ | ------------- | -------- | -------- | -- | -- |
| 13 augusti | 12-pilsmatch | 32-delsfinal | Jacek Proc    | Polen    | 116      | OR |    |
| 13 augusti | 12-pilsmatch | 16-delsfinal | Choi Won-jong | Sydkorea | 117      | OR |    |